# ČSD-Baureihe M 240.0
Die ČSD-Baureihe M 240.0 (ab 1988: Baureihe 820) ist ein vierachsiger Dieseltriebwagen für den Regionalverkehr der einstigen Tschechoslowakischen Staatsbahn (ČSD).

## Geschichte
Zwei Prototypen der Baureihe wurden als M 230.5001 bzw. 5002 im Jahre 1959 von Vagonka Tatra in Studénka gefertigt. Der M 230.5001 erhielt ein mechanisches Getriebe und den 12-Zylinder-Tatra-Motor vom Typ T 930 mit einer Leistung von nur 170 kW. Der zweite Prototyp M 230.5002 erhielt schon den weiterentwickelten Motor vom Typ T 930-4/K mit 206 kW Leistung und ein neu entwickeltes hydrodynamisches Getriebe von ČKD. Die Prototypen wurden später den Serienfahrzeugen angepasst und erhielten die Nummern M 240.0121 und 0122. Sie wurden 1983 ausgemustert.

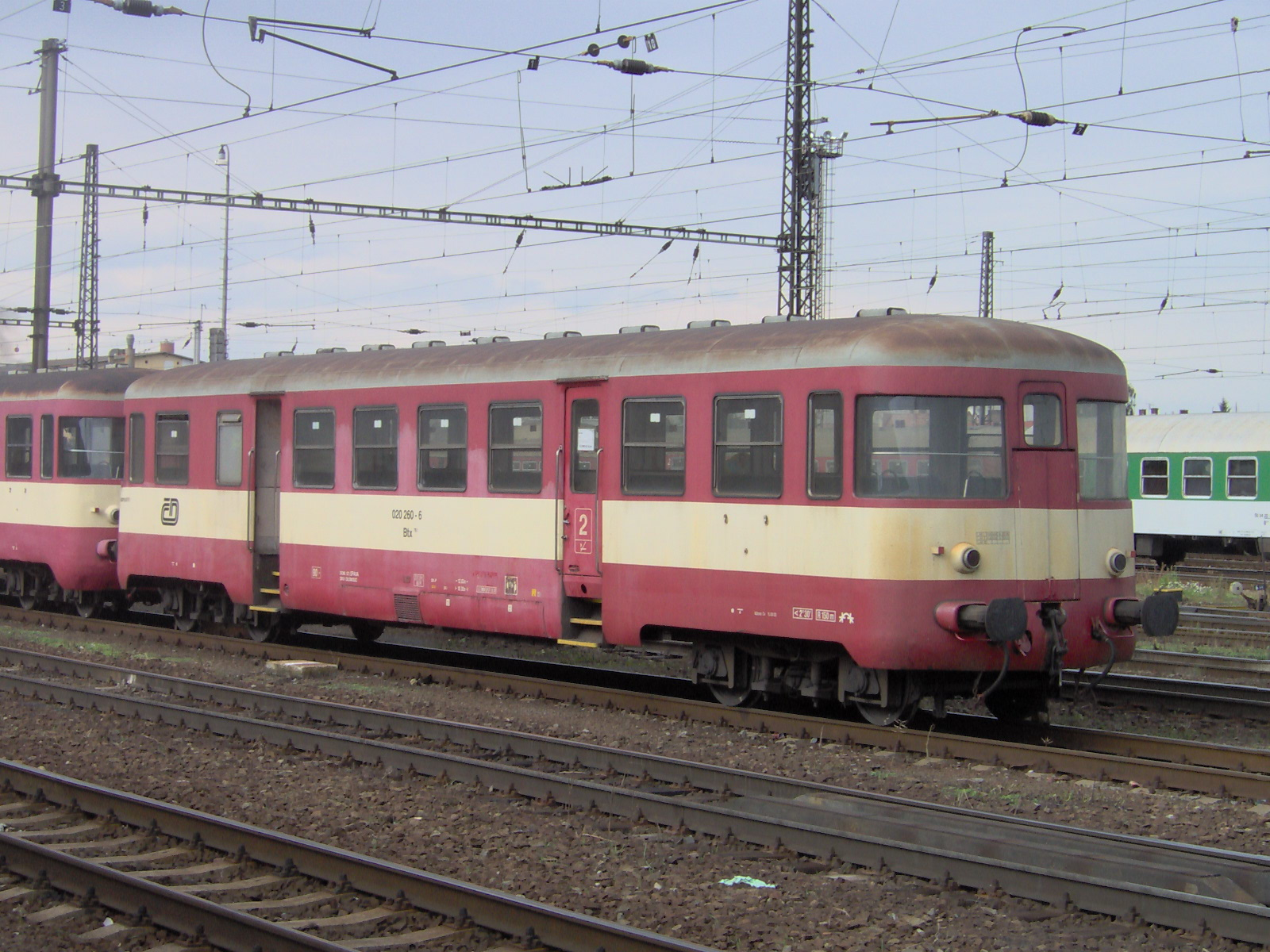
Beiwagen Btx Reihe 020, im letzten Einsatzzustand (2009)

Die 120 Serienfahrzeuge entstanden in den Jahren 1963 und 1964 in zwei Bauserien. Die Triebwagen M 240.0109, 110, 118 und 119 erhielten ab Werk eine Magnetschienenbremse für den Einsatz auf den Zahnradbahnstrecken Tanvald–Kořenov und Pohronská Polhora–Tisovec. Zur Gewährung der Profilfreiheit in den Zahnstangenabschnitten war zudem der Fahrzeugkasten 20 Millimeter höher gesetzt.
Passend zu den Triebwagen wurden entsprechende Beiwagen der Gattung Balm, später Bix mit der EDV-gerechten Reihenbezeichnung 020, geliefert, welche in Aufbau und Aussehen den Triebwagen entsprachen. Durch die fehlenden Führerstände bieten die Beiwagen an den Enden eine ausgezeichnete Sicht für die Reisenden.
Markant sind die nach innen öffnenden Klapptüren, die beim Öffnen gut begehbare Aufstiege freigeben. Diese ermöglichen den Fahrgastwechsel auch an sehr niedrigen oder fallweise fehlenden Bahnsteigen, wie sie als Erbe der k.u.k-Monarchie noch lange auf vielen Bahnhöfen der Tschechoslowakei vorhanden waren. In die Stirnwände sind offene, mit Scherengittern zu sichernde Wagenübergänge integriert. Im geschlossenen Zustand ergibt sich damit eine glatte Außenhaut ohne hervorstehende Teile. Trieb- und Beiwagen sind mit Seitenpuffern und Schraubenkupplungen in leichter Bauart ausgerüstet. Damit sind sie mit allen Regelfahrzeugen kuppelbar, in Züge dürfen sie jedoch nur am Schluss eingestellt werden. Das ist auch in Gruppen zulässig.

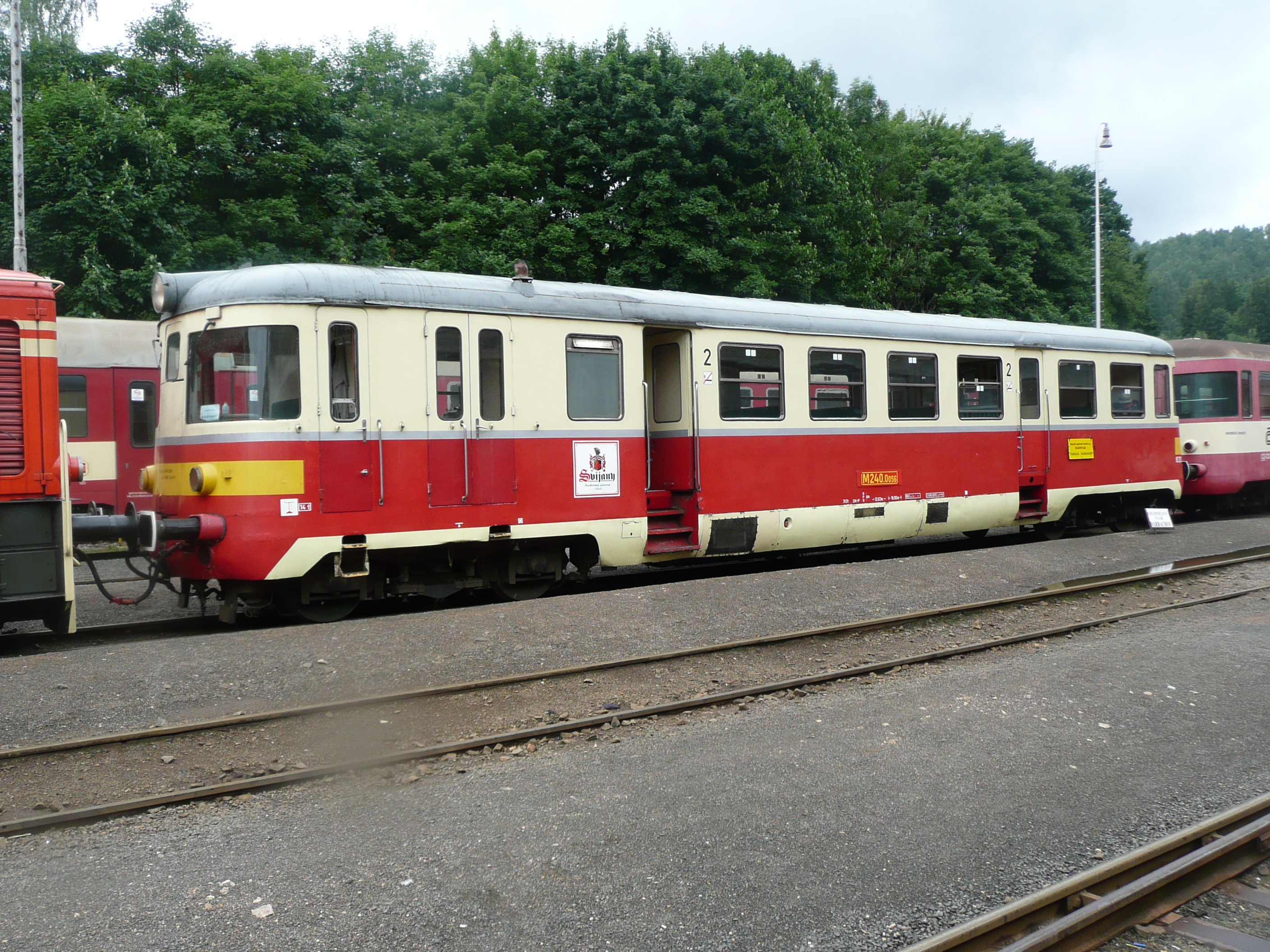
Museumswagen M 240.056 der Železniční společnost Tanvald (2010)

In den 1990er Jahren erreichten die Triebwagen die Grenze ihrer Lebensdauer, so dass die Fahrzeuge schließlich bis zum Jahr 2001 (ŽSR / ZSSK) bzw. 2002 (ČD) ausgemustert wurden. Eine Modernisierung wurde nicht mehr in Betracht gezogen. Auslaufdepot war insbesondere Karlovy Vary, das die Triebwagen noch bis 1997 auf den Strecken nach Potůčky und Mariánské Lázně einsetzte. Einige Fahrzeuge werden museal erhalten.
Wie bei mehreren Dieseltriebwagenbaureihen der ČSD erwiesen sich die auch als Reisezugwagen einsetzbaren Beiwagen als deutlich langlebiger. 68 Stück wurden in den 1990er Jahren modernisiert. Sie erhielten eine neue Inneneinrichtung mit Einzelsitzen, Schwenkschiebetüren und Klappfenster. Die modernisierten Beiwagen wurden in die Reihe 021 eingeordnet, das Gattungszeichen änderte sich in Btx. Seit der Änderung der UIC-Fahrzeugnummern im Jahr 2006 tragen die Beiwagen Reisezugwagennummern. Ihr planmäßiger Einsatz endete im Jahr 2019, lediglich für einige Sonderleistungen, wie für die touristische Linie T2 im Ústecký kraj werden noch einige wenige Fahrzeuge vorgehalten.
Auf der Basis der Fahrzeuge entstanden im Jahr 1972 30 Fahrzeuge, die als ČSD-Baureihe M 250.0 bezeichnet wurden und für die Fahrleitungsinstandhaltung Verwendung fanden.